# Chake-Chake
Chake-Chake est une ville située sur l'île de Pemba dans l'archipel de Zanzibar le long de la côte de la Tanzanie.
Avec 30 000 habitants, c'est la principale ville de l'île.
Elle est desservie par l'aérodrome de Pemba Karume (Tanzanie).